# Soprană wagneriană
O soprană wagneriană (cunoscută și ca soprană dramatică germană) este o variantă de soprană dramatică. Aceste voci sunt deosebit de puternice și se pot impune unei orchestre mari, de 80-100 instrumente. Ele au un ton dens și în mod ideal sunt distribuite echilibrat între registrele vocale; sunt utilizate în roluri mitice din opere de Richard Wagner, dar și de Richard Strauss și de Giacomo Puccini (în Turandot). Sopranele wagneriene sunt rare și adesea ele sunt înlocuite de soprane dramatice.